# Broken wings (Chris de Burgh)
Broken wings is een single van Chris de Burgh. Het is de tweede single afkomstig van zijn album At the end of a perfect day.
Broken wings verwijst de verloren kracht bij de opbreking van een liefde. I will gaat over de terugkeer naar de natuur, in plaats van het jachtige bestaan.
Het werd geen hit.